# Geórgios Grigoríou
Geórgios Grigoríou (grec moderne : Γεώργιος Γρηγορίου, né en 1871, date de décès inconnue) est un athlète grec. 
Il serait né à Sozopol, qui faisait alors partie de l'Empire ottoman mais qui deviendra partie de la Principauté de Bulgarie lors de sa création en 1878. Il a participé aux Jeux olympiques d'été de 1896 à Athènes.
Il obtient sa qualification dans l'équipe grecque de marathon en terminant cinquième du premier marathon de préparation disputé le 10 mars 1896, quelques jours avant les Jeux.
Il est l'un des 17 athlètes à prendre le départ du marathon. Il ne finit pas la course, abandonnant au 24e kilomètre.

## Palmarès

### Jeux olympiques d'été
- Jeux olympiques d'été de 1896 à Athènes
  - Abandon du marathon.